# Incineració

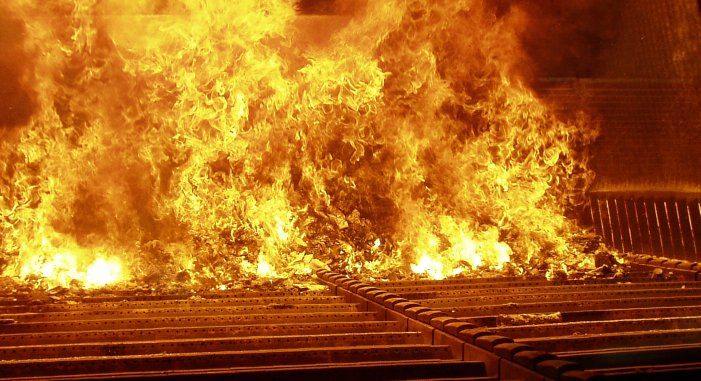
Incineració d'escombraries.

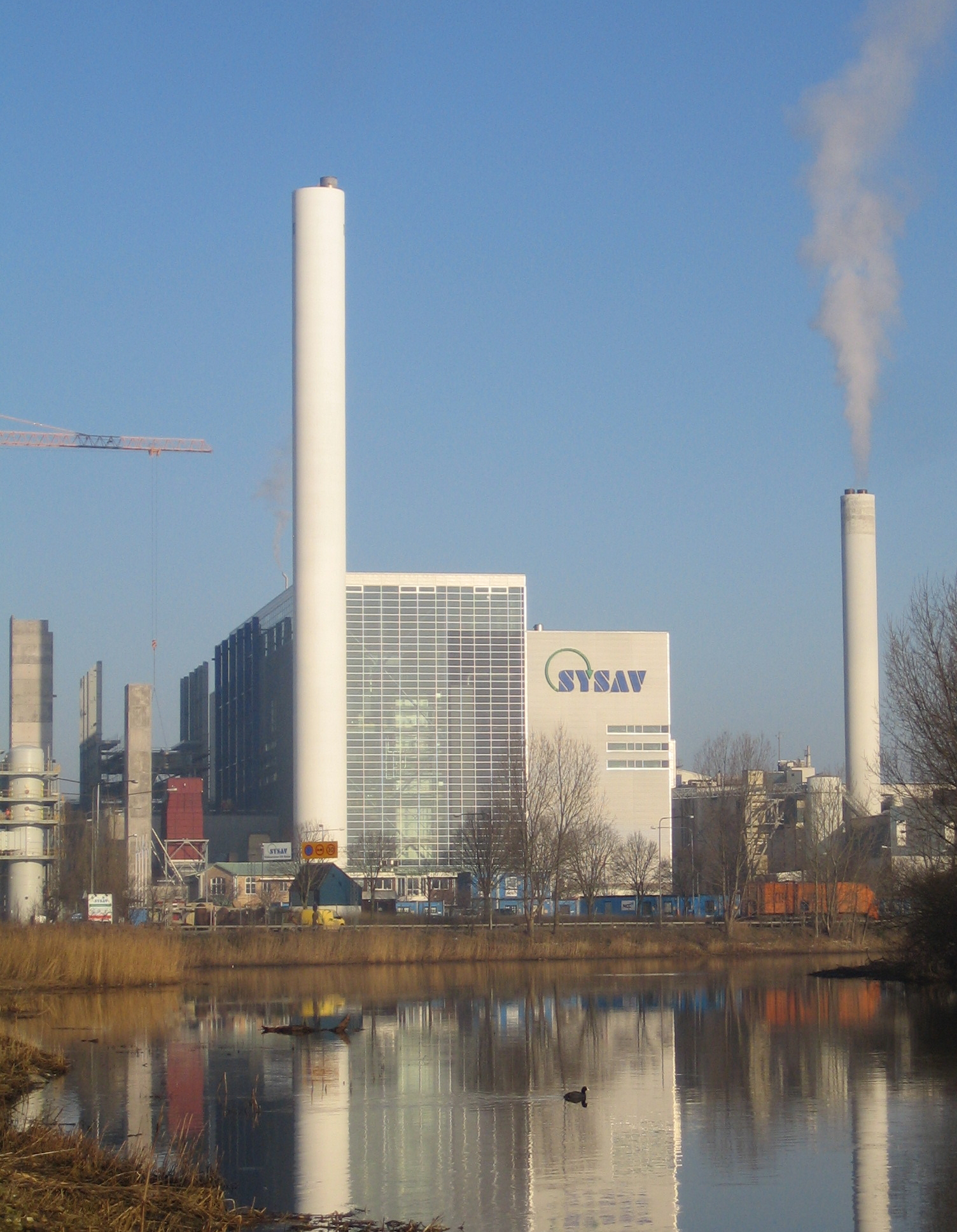
Planta incineradora a Malmö, Suècia.

La incineració és una tècnica de transformació de la matèria per l'acció del foc: «incinerar» vol dir 'reduir a cendres'.

## Incineració de residus
La incineració de residus junt amb altres tractaments a alta temperatura formen part del que es coneix com a tractament tèrmic de residus. Al seu torn, les tècniques de tractament tèrmic són una part d'un sistema complex de tractaments que en el seu conjunt gestiona l'àmplia gamma de residus produïts per la societat (⇒ Enginyeria de residus).
Incinerar vol dir reduir a cendres, o dit amb altres mots que els materials combustibles s'han cremat completament. Es tracta d'una reacció química de combustió, en la qual l'element combustible són els residus i l'element oxidant l'oxigen. En general els residus estan constituïts de materials molt heterogenis, essencialment substàncies orgàniques, minerals, metalls i aigua. Durant la incineració es produeixen d'una part els gasos o fums de combustió, que contenen partícules sòlides en suspensió i són vectors de la major part de l'energia alliberada durant la reacció exotèrmica de combustió, i d'altre les cendres.
La incineració es pot emprar com a tractament principalment en els següents tipus de residus:
- Residus sòlids urbans (sense tractament previ)
- Residus sòlids urbans prèviament tractats (per ex. fraccions seleccionades, triturades, RDF (Refuse-derived fuel, combustible derivat de deixalles).
- Residus industrials no perillosos i embolcalls
- Residus perillosos
- Fangs residuals
- Residus hospitalaris

Els incineradors i les plantes d'incineració es dissenyen per poder tractar un tipus o una gamma determinada de residus.
L'objectiu d'incinerar els residus és de reduir el seu volum i risc i alhora de capturar o destruir les substàncies potencialment nocives que poguessin ésser emeses durant la incineració. També permet recuperar energia, minerals i/o el contingut químic de certes fraccions de residus.

## Història
La incineració de residus urbans no és un procediment nou. Durant molt de temps els residus de les ciutats van ser destinats a l'agricultura, però el desenvolupament ràpid de les aglomeracions a partir de finals del segle xix, principis del segle xx.

van incrementar els problemes d'higiene pública. Això va comportar que hom cerques solucions alternatives. Al principi es van triturar les deixalles per vendre-les als pagesos, però quan hom ja no va poder eliminar tot el flux de deixalles produïdes es va pensar a incinerar-les.
La idea d'aprofitar la calor alliberada al cremar la brossa tampoc és nova, hi ha referències de d'haver-la utilitzat per accionar un bufador (per proporcionar l'aire de combustió al forn) i fins i tot, ja el 1907..., per fer girar un grup turbina-alternador i produir electricitat.

Amb els anys la tècnica de la incineració es va anar escampant a més ciutats i es va aplicar a altres menes de residus, alhora la tecnologia també va anar evolucionant. Es van crear sistemes d'alimentació continus de residus al form i es van crear plantes d'incineració completament automatitzades. Però tots aquest canvis van afectar sobretot el mètodes de producció. A partir dels anys seixanta el moviment ecologista va anar guanyant adeptes a causa d'una preocupació creixent per l'estat del medi ambient.
Això va obligar el sector i les autoritats a tenir en compte els efectes mediambientals de la incineració. En els últims 15 a 20 anys el sector de la incineració ha experimentat un ràpid desenvolupament tecnològic. En gran part degut a la legislació específicament feta per aquesta indústria, que ha reduït les emissions permesses a l'aire de les instal·lacions.
Com dit anteriorment, tot i que la tecnologia d'incinerar ha evolucionat molt en els últims anys i que aquest procés continua encara, 

hi ha oposició per part dels moviments ecologistes i en alguns països per part d'alguns d'experts i de les comunitats locals que no accepten plantes incineradores en el seu municipi.